# Ptilocolepus atiloma
Ptilocolepus atiloma är en nattsländeart som beskrevs av Schmid 1991. Ptilocolepus atiloma ingår i släktet Ptilocolepus och familjen smånattsländor. Inga underarter finns listade i Catalogue of Life.